# Toxicité du lithium
La toxicité du lithium est principalement connue par les effets secondaires, parfois mortels, des surdosages de sels de lithium utilisés comme médicament (par exemple dans la prophylaxie et le traitement de la dépression et du trouble bipolaire) qui induisent des tremblements, une exacerbation des mouvements réflexes, des difficultés à marcher, des problèmes rénaux et une altération du niveau de conscience. Le lithium est un néphrotoxique, ayant « une marge thérapeutique étroite et plusieurs effets indésirables bien caractérisés limitent l'utilité potentielle de doses plus élevées ».
En termes de risques et d'effets, la toxicité d'une ingestion aiguë chez un patient « naïf » de lithium, est à bien distinguer de la toxicité chronique du lithium ; une « ingestion thérapeutique aiguë » peut être causée par l'apport d'une faible dose chez un patient qui avait déjà une concentration tissulaire élevée, l'exposant ainsi à une plus grande toxicité. En cas de surdosage, sa toxicité est telle que si elle n’entraîne pas la mort (cas rares), elle peut néanmoins laisser de graves séquelles (troubles cognitifs et neurologiques persistants, pouvant perdurer un an et plus après l'intoxication, avant un retour à la normale). Parmi les complications possibles, figure notamment le syndrome sérotoninergique.

## Histoire médicale
La toxicité, parfois fatale, du lithium a été décrite pour la première fois en 1898 et maintes fois confirmée à l’occasion d'overdoses médicamenteuses.

## Sources d'intoxication
L'intoxication au lithium peut avoir comme cause une ingestion ou inhalation excessive de lithium (ex. : tentative de suicide, empoisonnement accidentel) et/ou d'une diminution des capacités naturelles de détoxication et d'excrétion (par exemple à la suite d'une déshydratation avec vomissements et/ou diarrhée, un régime pauvre en sodium ou des problèmes rénaux.

## Diagnostic
Le diagnostic qu'une première intoxication est généralement basé sur les symptômes (souvent peu spécifiques), sur la connaissance d'une médication ou un métier exposant à l'inhalation ou ingestion de sels de lithium. Il est ensuite étayé par une analyse montrant un taux sanguin de lithium dépassant 1,2 mEq/L,. Les analyses sanguines peuvent parfois faire sous-estimer le risque, car il est fréquent que plusieurs pics de concentration sanguine se suivent.

## Diagnostic différentiel
La toxicité du lithium peut être confondue avec d'autres syndromes associés à l'utilisation d'antipsychotiques, tels que le syndrome sérotoninergique, car le lithium augmente les métabolites de la sérotonine dans le liquide céphalo-rachidien.

## Soins
Un lavage gastrique et une irrigation de l'ensemble de l'intestin peuvent être utiles s'ils sont effectués tôt.
Le charbon actif n'est pas efficace.
En cas de toxicité sévère, l'hémodialyse est recommandée.
Les intoxications mortelles sont rares mais les chances de survie sont meilleures en cas de toxicité aiguë qu'à la suite d'une intoxication chronique.
Aux États-Unis, environ cinq mille cas sont signalés chaque année aux centres antipoison.

## Signes et symptômes
Les symptômes de la toxicité du lithium peuvent être classés en légers, modérés ou graves.
Les symptômes bénins sont des nausées, une sensation de fatigue et des tremblements ; ils apparaissent pour une lithiurie comprise entre 1,5 à 2,5 mEq/L.
Les symptômes modérés sont la confusion, une augmentation de la fréquence cardiaque et un faible tonus musculaire, apparaissant à des taux sanguins de 2,5 à 3,5 mEq/L.
Les symptômes graves sont des convulsions, une hypotension artérielle, de la fièvre, et éventuellement le coma. Ils n'apparaissent théoriquement qu'au delà de 3,5 mEq/L.
Si une surdose de lithium induit des déficits neurologiques ou une toxicité cardiaque, ces symptômes sont considérés comme graves, pouvant entrainer la mort.

### Toxicité aiguë
En cas de toxicité aiguë, les personnes empoisonnées présentent d'abord des symptômes principalement gastro-intestinaux tels que des vomissements et de la diarrhée, qui peuvent entraîner une hypovolémie.
Puis, quand le lithium se distribue dans le système nerveux central, il provoque des étourdissements et d'autres symptômes neurologiques légers.

### Toxicité chronique
Elle se caractérise principalement par des symptômes neurologiques, notamment le nystagmus, des tremblements, une hyperréflexie, une ataxie et des modifications de l'état mental.
Les symptômes gastro-intestinaux observés en cas de toxicité aiguë sont également décrits, mais moins intenses.
Ces symptômes sont souvent vagues et non spécifiques, rendant l'identification de la cause difficile.

### Toxicité aiguë sur chronique
En cas d'empoisonnement aiguë chez une personne déjà exposée chroniquement au lithium, la personne peut développer l'ensemble des symptômes de toxicité (aiguë et chronique).

### Complications et séquelles
Les personnes qui survivent à un épisode d'intoxication peuvent développer des problèmes neurologiques et neuropsychiatriques définitivement persistants que l'on regroupe sous le nom de « syndrome de neurotoxicité irréversible causée par le lithium » (ou SILENT pour « syndrome of irreversible lithium-effectuated neurotoxicity »),.
Les signes neurologiques sont un dysfonctionnement cérébelleux, des symptômes extrapyramidaux et un dysfonctionnement du tronc cérébral. Les signes neuropsychiatriques sont des troubles de la mémoire, un déficit cognitif et une démence sous-corticale.
Pour un diagnostic, le syndrome nécessite l'absence de symptômes antérieurs et la persistance des symptômes pendant plus de deux mois après l'arrêt du lithium.

## Mécanismes physiopathologiques de la toxicité du lithium
Le lithium (souvent pharmacologiquement prescrit sous forme de carbonate de lithium) est très facilement absorbé par le tractus gastro-intestinal puis largement distribué dans les compartiments aqueux du corps (salive et fluide cérébro-spinal y compris), avec des niveaux plus élevés dans les reins, la thyroïde et les os (par rapport aux autres tissus).
Pour des raisons encore mal comprises, comme le montrent les analyses d'urine, de sérum et de salive, le lithium semble rapidement fixé puis relargué dans certains compartiments du corps : on observe ainsi une forte fluctuation du rapport lithium salivaire/lithium sérique ; le taux de lithium de la salive varie beaucoup et de manière inattendue en moins de quinze minutes, faisant que le taux salivaire n'est pas un bon indicateur ni un bon prédicteur du taux sérique de lithium, par exemple chez des patients traités par le carbonate de lithium.

### Toxicité pour le sang?
Le lithium pénètre les globules rouges, qui contribuent alors aussi à son transport dans l'organisme. Selon Avner Elizur et ses collaborateurs, le taux intraérythrocytaire de lithium est « un indice sensible de toxicité imminente chez les patients psychiatriques, alors que le lithium sanguin seul n'est pas un indicateur fiable ». Alan G. Mallinger et son équipe observent en 1975 que stocker du sang dans de la glace durant cinq heures avant incubation de ce sang par du lithium, augmente ensuite l'accumulation de lithium dans les érythrocytes.

### Toxicité rénale
Au delà d'une certaine dose, le lithium affecte le système rénal, avec des effets possibles à court, moyens et long termes, induit une néphropathie et peut être source de polyurie.

Le lithium est peu retrouvé dans les excréments ; il est presque exclusivement excrété par les reins, les porteurs d'une maladie rénale chronique préexistante courent un donc un risque plus élevé de développer une intoxication au lithium.

### Toxicité neuronale
Les effets neurologiques aigus ou durable (ex. : syndrome cérébelleux) sont respectivement rares et assez rares mais peuvent compliquer la thérapie au lithium.
Chez un patient de 67 ans traité au lithium, ayant développé une encéphalopathie et un coma, suivis d'une dysarthrie et d'une ataxie persistantes conclues par la mort, une perte neuronale et une gliose dans le cortex cérébelleux et les noyaux dentés ont été mis en évidence par l'autopsie ; la substance blanche cérébelleuse était devenue spongieuse.

## Interactions médicamenteuses
Elles peuvent survenir avec des antipsychotiques typiques ou des antipsychotiques atypiques.
En particulier, certains médicaments augmentent les taux de lithium en augmentant la réabsorption rénale au niveau du tubule proximal. Ces médicaments sont les inhibiteurs de l'enzyme de conversion de l'angiotensine, les anti-inflammatoires non stéroïdiens et les diurétiques thiazidiques.

## Diagnostic
Le diagnostic est généralement basé sur les symptômes et étayé par un taux sanguin de lithium. Le dosage sanguin le plus utile est fait dans les six à douze heures après la dernière dose.
Le taux normal de lithium sérique chez les personnes sous traitement se situe entre 0,6 et 1,2 mEq/L.
Remarque : certains tubes de sang contiennent de l'héparine de lithium, ce qui peut entraîner des résultats faussement positifs.
Si une intoxication au lithium est suspectée, les tests peuvent inclure :
- une glycémie au doigt ;
- concentration sérique de lithium ;
- un panel métabolique de base pour évaluer la fonction ; rénale ;
- les taux sériques d'acétaminophène et de salicylate (pour exclure d'autres sources d'ingestion aiguë) ;
- un test de grossesse urinaire pour s'assurer que la prise en charge ne provoque pas d'avortement.

## Traitement
Si l'intoxication au lithium provient d'un médicament, et qu'elle est légère ou modérée, la dose de lithium est réduite ou le traitement et complètement arrêtée.
Si la toxicité est grave, il peut être nécessaire d'éliminer le lithium de l'organisme. L'élimination du lithium se fait dans un service d'urgence hospitalier et il peut inclure les procédures suivantes :
- lavage gastrique. Un tube descendu (par le nez ou la bouche) dans l'estomac. Le tube est utilisé pour éliminer le lithium qui n'a pas encore été digéré. Il peut également être utilisé pour introduire des médicaments directement dans l'estomac afin d'empêcher l'absorption du lithium ;

- prescription d'un diurétique (ex. : furosémide) et une hydratation via une solution saline normale intraveineuse semblent être efficaces pour accélérer l'élimination du lithium et également réhydrater les patients ayant perdu des liquides[2] ;

- utilisation d'un rein artificiel pour purifier le sang (dialyse), généralement pour les cas les plus graves[2]. Largement préconisée comme moyen de réduire le risque de séquelles neurologiques permanentes à la suite d'une intoxication au lithium, elle améliore clairement l'élimination du lithium, mais il n'y a pas de preuves claires qu'elle améliore vraiment les résultats pour les patients[28]. Elle élimine efficacement le lithium circulant dans le sang, mais les taux sanguin de lithium remonte souvent ensuite (impliquant alors un traitement répété ou prolongé) ; l'hémodiafiltration artério-veineuse continue et l'hémodiafiltration veino-veineuse continue augmentent la clairance du lithium, moins que l'hémodialyse, mais ils sont plus largement accessibles[2]. Une hémodiafiltration maintenue durant plus de 16 heures consécutives élimine presque tout le lithium corporel, permet d'éviter l'effet rebond ; elle doit être envisagée en cas de risque d'intoxication grave (toxicité chronique, ou empoisonnement aigu manifestes), ainsi qu'en cas de manifestations cliniquement significatives de toxicité et en cas de taux sérique de lithium dépassant 2,5 mmol/L. Le choix entre hémodialyse et hémodiafiltration continue se fera en fonction de l'accessibilité locale et de l'urgence de la situation médicale[2].

Le patient peut être renvoyées chez lui quand son taux sanguin de lithium est inférieur à 1,5 mEq/L et qu'il ne présente plus aucun symptôme.